# پودولانکا (جمهوری چک)
پودولانکا (به چکی: Podolanka) یک منطقهٔ مسکونی در جمهوری چک است که در ناحیه پراگ-شرق واقع شده‌است. پودولانکا ۳٫۲۳ کیلومتر مربع مساحت و ۵۲۷ نفر جمعیت دارد و ۲۳۲ متر بالاتر از سطح دریا واقع شده‌است.